# Musca callvea
Musca callvea är en tvåvingeart som beskrevs av Walker 1849. Musca callvea ingår i släktet Musca och familjen husflugor. Inga underarter finns listade i Catalogue of Life.